# پرکند
 پرکند (Parkand) ، روستایی است از توابع بخش چاپشلو ، دهستان قره‌باشلو در شهرستان درگز ، استان خراسان رضوی ، ایران

## جمعیت
این روستا در دهستان قره باشلو قرار داشته و بر اساس سرشماری سال ۱۳۹۵ جمعیت آن (۲۵۸ خانوار) حدودا ۸۷۰ نفر 
بوده است.
همچنین این روستا به خاطر اینکه مرکز روستا های این منطقه است از دیرباز تا به امروز یکی از روستا های پرجمعیت و با امکانات بالای رفاهی بخش چاپشلو و دهستان قره‌باشلو است.
از نظر میزان با سوادی ، روستای پرکند با 80 درصد جمعیت باسواد ، بیشترین درصد باسواد را داراست .

## موقعیت جغرافیایی
پرکند (Parkand) روستای زیبایی در بخش چاپشلو، دهستان قره‌باشلو یکی از روستاهای مطرح و مورد توجه منطقه، واقع در جنوب غربی شهرستان زیبای درگز است که تا مرکز شهر 7 کیلومتر فاصله دارد . این روستا جزو 18 روستای دارای بافت تاریخی و استراتژیک در شهرستان درگز میباشد . کوچه باغ‌‌ های سرسبز و چشمه سار ها، آب و هوای معتدل از جذابیت های دیگر این روستا هستند.
زبان و گویش: ترکی خراسانی و کردی کرمانجی به طور نصف نصف و میانه
شغل اهالی: کشاورزی و دامداری

برخی از حیوانات و جانوران منطقه را میتوان گرگ،گربه وحشی،سگ وحشی (جَنَوَر)،شغال و روباه،خار پشت،موش مغان،موش کَلَوی،کپک،قرقاول،جغد وحشی،مرغ مینا و... نام برد
.
.
.
1. «: کمیته تخصصی نام نگاری و یکسان سازی نام های جغرافیایی ایران :». بایگانی‌شده از اصلی در ۲۹ اوت ۲۰۱۱. دریافت‌شده در ۱۹ ژوئیه ۲۰۱۱.
2. ↑  «درگاه ملی آمار». بایگانی‌شده از اصلی در ۸ اکتبر ۲۰۰۷. دریافت‌شده در ۳ ژوئیه ۲۰۰۸.